# Friedmann Dénes
Friedmann Dénes, olykor Friedman (Budapest, 1903. május 25. – Auschwitz, 1944. július) újpesti rabbi, judaikakutató, lapszerkesztő.

## Élete
A budapesti tudományegyetemen bölcsészdoktorrá (1925), az Országos Rabbiképző Intézetben rabbivá avatták (1927). 1927-től haláláig újpesti főrabbi, 1939-től a Rabbiképző Intézet teológiai tanára volt. Szerkesztette a Magyar-Zsidó Szemle c. folyóiratot s annak mellékleteit, az Országos Rabbiképző Intézet Jubileumi Emlékkönyvét (Bp., 1927), a Hevesi Simon- (Bp., 1934) és a Kohn Sámuel-emlékkönyvet (Bp., 1941), munkatársa volt a Jüdisches Lexikonnak, a Magyar zsidó lexikonnak és a Révai nagy lexikonának.
Az újpesti zsidóságot, köztük Friedmann Dénest, a helyi zsidó tanács tagját 1944. május utolsó hetében költöztették gettóba, illetve sárgacsillagos házakba. Július első hetében Budakalászról indított vasúti szerelvényeken szállították őket Auschwitzba.

## Művei
- Blau Lajos irodalmi munkássága 1886-1926 (Budapest, 1926)
- Alphabetum Siracidis (doktori értekezés Bp. 1926)
- A zsidó irodalom főirányai (1928)
- A zsidó történetírás irányelvei (IMIT Évkönyv, 1930)
- Az újpesti Venetianer Lajos Izraelita Közművelődési Egyesület története (Bp., 1937)
- A zsidó történetírás új útjai (Bp., 1943)
- A zsidó történelem és irodalom kis tükre (Bp., 1943)